# Dornier

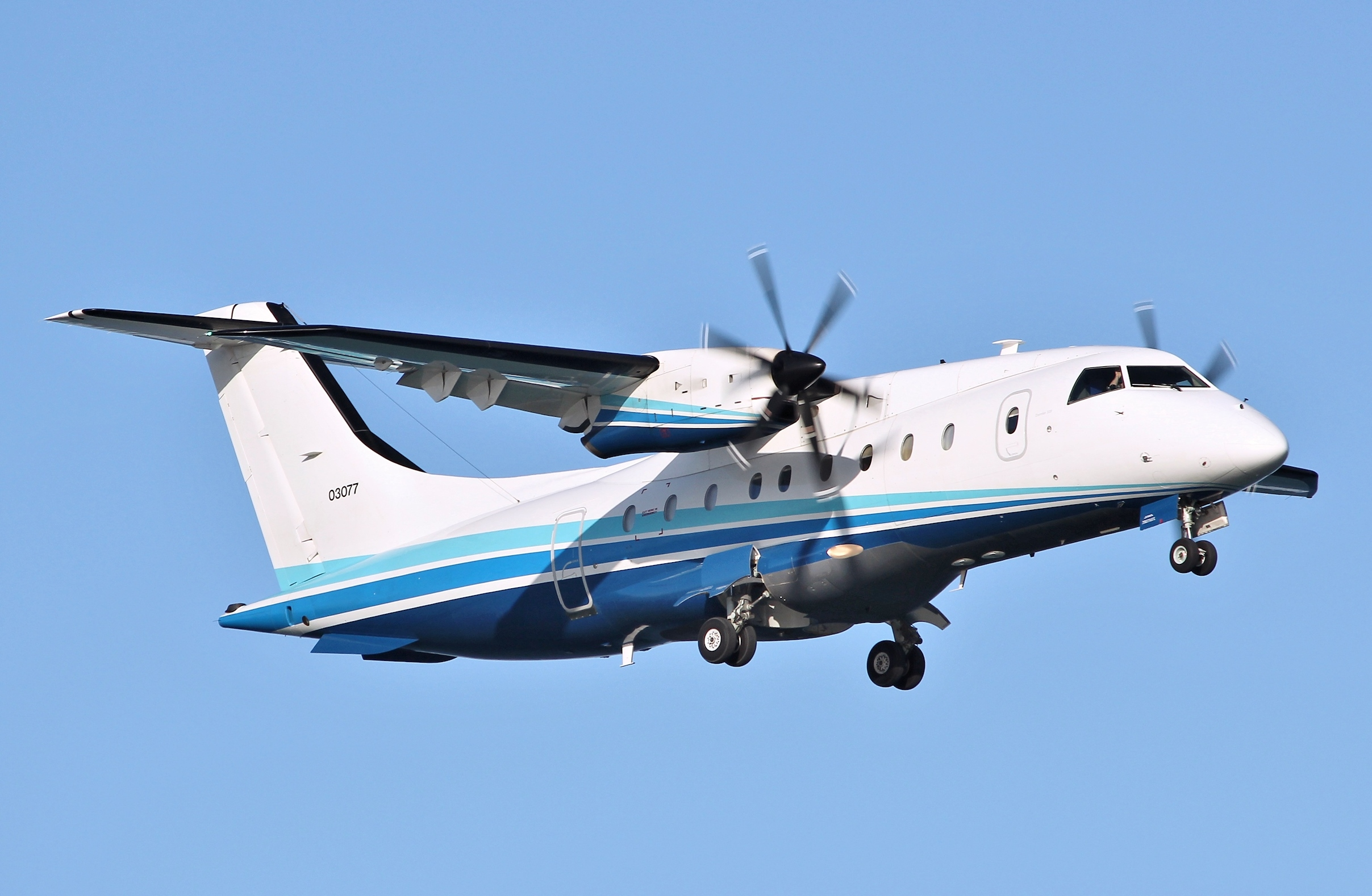
Dornier Do 328, wersja dla Sił Powietrznych Stanów Zjednoczonych

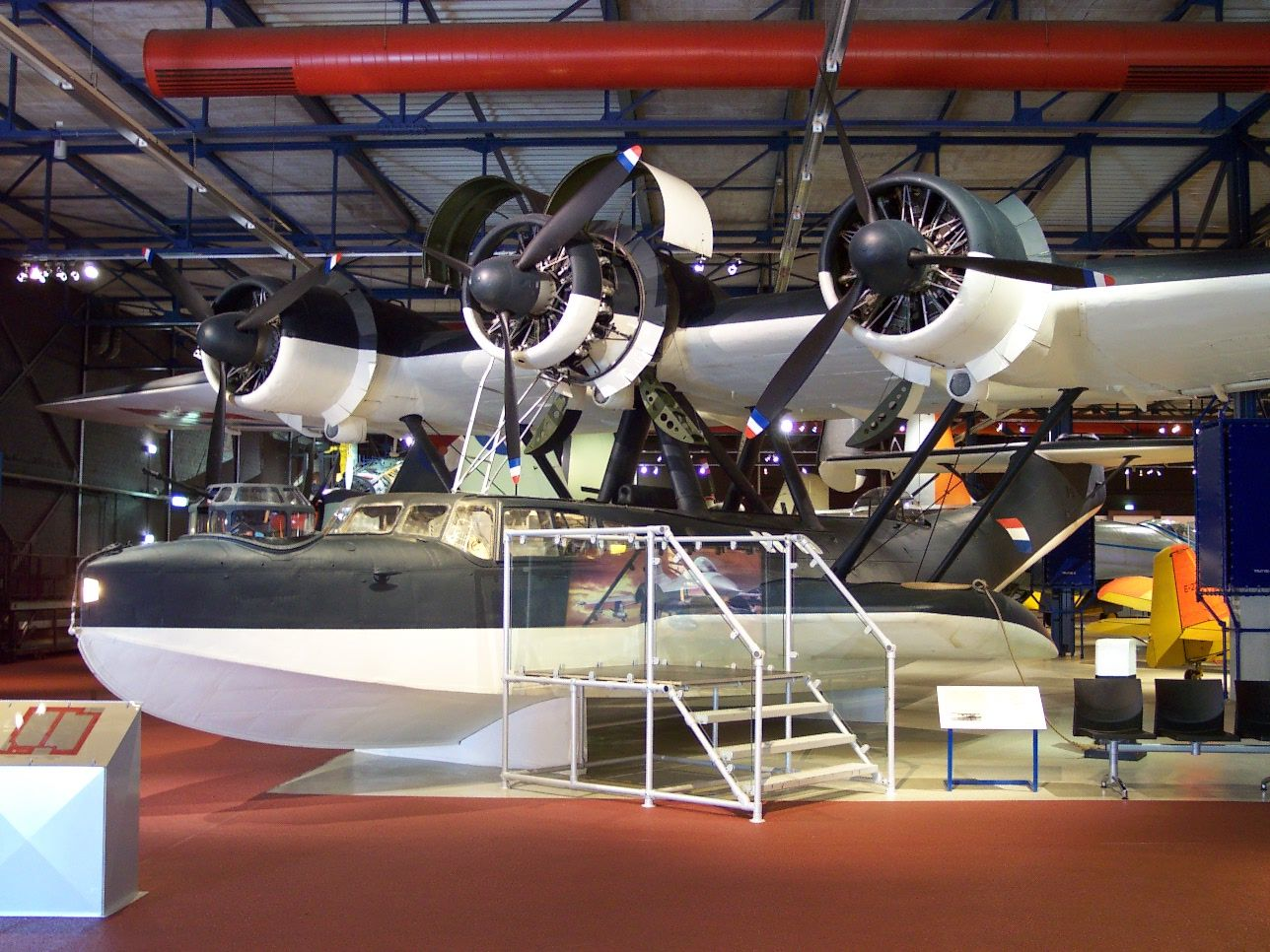
Dornier Do 24

Dornier-Werke GmbH – niemiecka wytwórnia lotnicza założona we Friedrichshafen w 1922 roku przez Claude Dorniera.
Od chwili założenia do dziś wytwórnia skonstruowała wiele maszyn zarówno dla celów wojskowych, jak i na rynek cywilny.

## Historia
Firma Dornier, początkowo nosząca nazwę Dornier Metallbau stała się na przełomie lat 20. i 30. XX wieku wiodącym wytwórcą dużych łodzi latających o unikalnej na tamte czasy konstrukcji całkowicie metalowej. Najbardziej znanymi w tamtych czasach konstrukcjami firmy Dornier były maszyny Dornier Do J Wal i największy ówcześnie produkowany samolot Dornier Do X. Do wybuchu II wojny światowej firma Dornier budowała swoje samoloty poza granicami kraju w celu uniknięcia restrykcji nałożonych na Niemcy w ramach traktatu wersalskiego. Licencyjnie produkowano samoloty Dornier w fabrykach we Włoszech, Hiszpanii, Japonii i Holandii, a po odrzuceniu traktatu przez nazistów rozpoczęto produkcję również w Niemczech.
Najbardziej znaną konstrukcją wytwórni Dornier z okresu II wojny światowej był samolot bombowy Do 17 i jego pochodne, stanowiący trzon lotnictwa bombowego Niemiec. Inną znaną konstrukcją był najszybszy samolot napędzany silnikami tłokowymi Do 335, który jednak wszedł do służby zbyt późno, aby wpłynąć na koleje wojny. Po kapitulacji Niemiec, budowa samolotów została zakazana, dlatego też firma Dornier przeniosła swoje fabryki do Hiszpanii i Szwajcarii, gdzie działała do 1954 roku, kiedy to powróciła do Niemiec po zniesieniu restrykcji na produkcję.
Po powrocie do Niemiec przedsiębiorstwo rozpoczęło produkcję małych samolotów transportowych typu STOL, takich jak Do 27 i Do 28. W 1974 roku w kooperacji z francuską firmą Dassault Aviation opracowała nowy samolot szkolno-treningowy Dassault/Dornier Alpha Jet, który stał się standardowym samolotem treningowym państw NATO.
W 1985 roku przedsiębiorstwo zostało nabyte przez koncern motoryzacyjny Daimler-Benz; w 1989 roku weszło w skład Daimler-Benz Aerospace AG (DASA). W tym samym czasie powstał Lindauer DORNIER GmbH, oddział firmy zajmujący się produkcją maszyn dla przemysłu tekstylnego.
W 1996 roku większość udziałów spółki została wykupiona przez amerykańskie przedsiębiorstwo Fairchild Aircraft. Na bazie obu przedsiębiorstw utworzono FairchildDornier.

## Konstrukcje wytwórniDornier

### przed 1930
- Dornier Do A Libelle
- Dornier Do B Merkur
- Dornier Do J Wal
- Dornier Do R Superwal
- Dornier Do Y
- Dornier Do N (Kawasaki Ka 87)
- Dornier Do P
- Dornier Do X

### 1930 – 1945 roku
- Dornier Do 10
- Dornier Do 11
- Dornier Do 12
- Dornier Do 13
- Dornier Do 14
- Dornier Do 15
- Dornier Do 16
- Dornier Do 17
- Dornier Do 18
- Dornier Do 19
- Dornier Do 22
- Dornier Do 23
- Dornier Do 24
- Dornier Do 26
- Dornier Do 29
- Dornier Do 212
- Dornier Do 214
- Dornier Do 215
- Dornier Do 216
- Dornier Do 217
- Dornier Do 317
- Dornier Do 335

### po 1945
- Dornier Do 25
- Dornier Do 27
- Dornier Do 28
- Dornier Do 31
- Dornier Do 32
- Dornier Do 34
- Dornier Do 128
- Dornier Do 228
- Dornier Do 231
- Dornier Do 328
- Dornier Do 528
- Dornier Do 728
- Dornier Do 928
- Dassault/Dornier Alpha Jet